# 中华人民共和国法官
中华人民共和国法官是中华人民共和国依法行使国家审判权的审判人员，包括最高人民法院、地方各级人民法院和军事法院等专门人民法院的院长、副院长、审判委员会委员、庭长、副庭长和审判员。《中华人民共和国法官法》规定了法官的权责义务、担任条件、管理机制。

## 权责义务
法官应当独立或参加合议庭以审判刑事、民事、行政诉讼等案件，办理引渡、司法协助等案件，对办理的案件负责。法官必须以事实为根据，以法律为准绳，秉公办案，不得徇私枉法。法官保障诉讼参与人的诉讼权利，维护国家、社会、个人和组织的合法权益。法官应当保守国家、审判工作、商业秘密和个人隐私。法官受法律和人民群众监督。法官享有职业保障和福利待遇，人身、财产和住所安全受法律保护。

## 担任条件
担任法官应当具备以下学历学位条件之一：
- 具备普通高等学校法学类本科学历，获得学士及以上学位；
- 具备非法学类本科及以上学历，获得法律硕士、法学硕士及以上学位；
- 具备非法学类本科及以上学历，获得其他相应学位，具有法律专业知识。

担任法官必须从事法律工作累计满五年，或者：
- 获得法律硕士、法学硕士学位的，放宽至四年；
- 获得法学博士学位的，放宽至三年。

初任法官应当通过国家统一法律职业资格考试取得法律职业资格。省、自治区、直辖市设立法官遴选委员会负责初任法官审核。
人民法院可以按需从实际执业不少于五年的律师或者具有中级以上职称且从事法律工作五年以上的法学教研人员等法律工作者中公开选拔法官。
因犯罪受过刑事处罚的，被开除公职的，被吊销律师、公证员执业证书或者被仲裁委员会除名的人员不得担任法官。

## 管理机制

### 任免程序
- 一般情况下，各级人民代表大会任免本级人民法院院长，其常务委员会任免本级人民法院副院长、审判委员会委员、庭长、副庭长和审判员。

- 省级行政区人民代表大会常务委员会根据主任会议提名任免地区及直辖市的中级人民法院院长，其常务委员会根据高级人民法院院长提请任免副院长、审判委员会委员、庭长、副庭长和审判员。

- 新疆维吾尔自治区高级人民法院生产建设兵团分院、新疆维吾尔自治区生产建设兵团中级人民法院的法官由新疆维吾尔自治区高级人民法院院长提请新疆维吾尔自治区人民代表大会常务委员会任免。新疆维吾尔自治区生产建设兵团基层人民法院的法官由新疆维吾尔自治区高级人民法院生产建设兵团分院任免。

法官应当在就职时进行宪法宣誓。
如果法官调出所任职人民法院，或是职务变动不需要保留，抑或本人申请且经批准，其法官职务应当免除。对于经考核不能胜任职务，因健康原因长期不能履行职务或者退休的人员，也应当免除其法官职务。丧失国籍、违纪违法的法官，其职务当然免除。
法官不得兼任其他国家机关的职务，不得兼任营利性组织和事业单位的职务，不得兼任律师、仲裁员和公证员。
按照规定，法官之间有近亲、姻亲关系的不得是同一法院、同一审判庭、上下相邻两级人民法院的直接上下级和同级。法官的配偶、父母、子女在所任职法院司法管辖区内担任律师的应当申请任职回避。

### 晋升通道
法官实行员额制管理，配额优先考虑基层人民法院和案件多的人民法院。按照《中华人民共和国法官等级暂行规定》法官实行单独职务序列管理，分三等十二级。

### 考评惩戒
人民法院设立法官考评委员会负责考核工作，按审判工作实绩、职业道德、专业水平、工作能力、审判作风进行考评，结果分为优秀、称职、基本称职和不称职四个等次，作为奖励和惩戒的依据。
高级以上人民法院设立法官惩戒委员会，对贪污受贿、徇私舞弊、枉法裁判、泄露秘密、违法违规办理、变造损毁证据的法官给予处分或追究刑事责任。

### 职业保障
人民法院设立法官权益保障委员会，维护法官合法权益，保障法官依法履行职责。
不得任意将法官调离岗位，不得要求法官越职越权。法官的职业尊严和人身安全受法律保护，不被打击报复。
法官实行与其职责相适应的工资制度，定期增资，享受国家规定的津贴、补贴、奖金、保险和福利待遇。当前中国法官福利待遇存在工资整体偏低、地区差异大等情况，致使法院人才难进，人才难留，不利于推进法官的职业化建设。